# CMLL-REINAインターナショナル王座
CMLL-REINAインターナショナル王座は、CMLLとREINA女子プロレスが管理、認定していた王座。

## 歴史
2012年にREINAが団体からプロモーションに転換し、キャリア制限を撤廃した王座として創設。CMLL-REINAインターナショナルジュニア王座に続く合同タイトルでありジュニア王座同様タイトルマッチはREINAとCMLLで行われる。
8月26日のREINA新宿FACE大会にてLeon、ラ・マルクリアーダ、アレックス・リー、ティファニーの4人による初代王座決定トーナメントが行われ、これを制したLeonが初代王者となる。
その後、10月にLeonがベルトを持ってCMLLに遠征するが、2011年にCMLL世界女子王座を保持してREINA旗揚げ戦に参戦したアマポラに奪取された。
Leonが王座奪還してからはJWP女子プロレスでも防衛戦が行われていたが、中島安里紗が負傷のため返上し、王座決定戦を行った結果、WNCとREINAの2重契約となった朱里が奪取し、REINA世界王座、WNC女子王座と合わせて三冠達成。しかし、当王座はCMLL遠征時にアマポラに奪還された。
第10代成宮真希引退により空位となった第11代王座決定戦はREINA創設者の玉城杏経が代表を務める「ダイアモンドスターズレスリング」にて決行され、ハイジ・カトリーナが獲得した。
メキシコでは3本勝負、日本では1本勝負で行われるが、日本においても双方の合意があれば3本勝負に変更される場合もある（2014年5月25日REINAにおけるアマポラ vs 成宮真希）。

## 歴代王者
| 歴代   | 選手                 | 戴冠回数 | 防衛回数 | 獲得日付       | 獲得場所 （対戦相手・その他）  |
| ------ | -------------------- | -------- | -------- | -------------- | ------------------------------ |
| 初代   | Leon                 | 1        | 0        | 2012年8月26日  | 新宿FACE ティファニー          |
| 第2代  | アマポラ             | 1        | 1        | 2012年10月12日 | メキシコシティ                 |
| 第3代  | Leon                 | 2        | 2        | 2012年11月25日 | REINAアリーナ                  |
| 第4代  | コマンド・ボリショイ | 1        | 0        | 2013年7月20日  | 板橋グリーンホール             |
| 第5代  | 中島安里紗           | 1        | 0        | 2013年7月28日  | DIAMOND HALL 2013年返上        |
| 第6代  | 朱里                 | 1        | 2        | 2013年12月22日 | 新木場1stRING ラ・コマンダンテ |
| 第7代  | アマポラ             | 2        | 2        | 2014年4月20日  | メキシコシティ                 |
| 第8代  | 成宮真希             | 1        | 2        | 2015年3月25日  | 後楽園ホール                   |
| 第9代  | プリンセサ・スヘイ   | 1        | 1        | 2015年4月28日  | メキシコシティ                 |
| 第10代 | 成宮真希             | 2        | 1        | 2015年5月17日  | 新木場1stRING 2016年返上       |
| 第11代 | ハイジ・カトリーナ   | 1        | 2        | 2016年9月25日  | 新木場1stRING チカ・トルメンタ |